# Zorochros tristis
Zorochros (Zorochros) tristis – gatunek chrząszcza z rodziny sprężykowatych, podrodziny Prosterninae i plemienia Negastriini.

## Występowanie
Gatunek ten jest endemitem Madagaskaru.